# Watertoren (Hoorn)
De watertoren in Hoorn is gebouwd door bouwbedrijf Visser & Smit Hanab in 1913. De watertoren had een hoogte van 40,45 meter en had één waterreservoir van 300 m3. In 1970 is de toren gesloopt. De toren stond op de hoek van het Keern en de Geldelozeweg. De toren stond op het terrein waar nu Schermer Wijninkopers & Distilleerderij gevestigd is. Dit pand is het voormalige kantoor en twee dienstwoningen van het waterleidingbedrijf. Op de plek waar de watertoren stond is een wijngaard aangelegd. In 2019 werd hier een woning gebouwd.

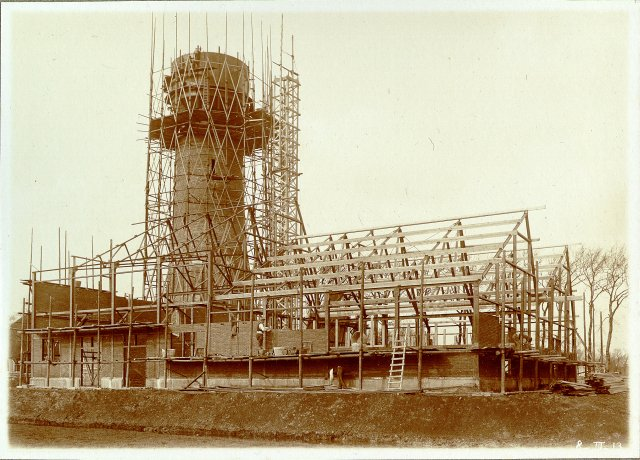
Watertoren in aanbouw, tezamen met nog bestaande adressen pand van Schermer Wijninkopers & Distilleerderij
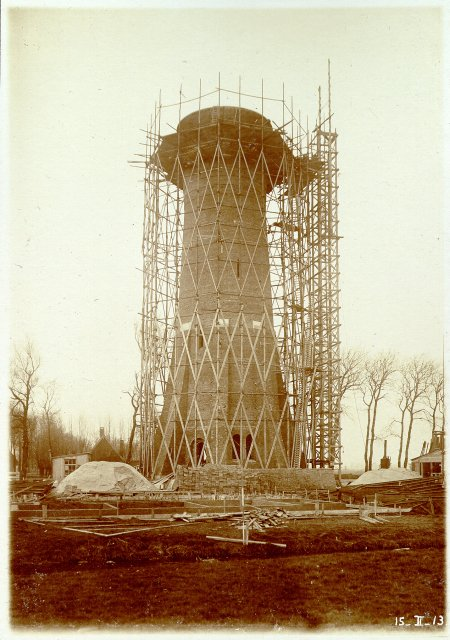
± 1912, toren in aanbouw